# Carlo Malagola
Carlo Malagola (Ravenna, 5 agosto 1855 – Venezia, 23 ottobre 1910) è stato uno storico italiano.

## Biografia
Tra le altre cose, studiò gli archivi di Bologna e la vita di  Urceo Codro (1446–1500), che insegnò il greco a Niccolò Copernico. Malagola scoprì che, secondo la nota Dominus Nicolaus Kopperlingk de Thorn - IX grossetos, il giovane prussiano si iscrisse agli Acta nationis Germanorum a Bologna nel 1496 per la somma di 9 grossi.
Malagola, inoltre, rivelò che Niccolò Comneno Papadopoli a Padova, nel 1726 aveva falsamente dichiarato di aver visto un'entrata di Copernico nei registri di una "nazione polacca" all'università. In seguito questa nota fu ampiamente pubblicata e "fu inserita nelle successive biografie di Copernico, ma i particolari decorativi aggiunti dallo storico dell'università padovana risultano essere totalmente inesatti" e "prevalentemente inutili".

## Opere
- Carlo Malagola, Mauro Sarti, Mauro Fattorini, Cesare Albicini: De claris Archigymnasii bononiensis professoribus a saeculo XI usque ad ... (Ex officina regiafratrum Merlani, 1896)
- Carlo Malagola: Della vita e delle opere di Antonio Urceo detto Codro: studi e ricerche (Fava e Garagnani, 1878)